# Gibba
Gibba, né à Alassio le 18 décembre 1924 et mort à Albenga le 7 octobre 2018, nom de plume de Francesco Maurizio Guido, est un auteur de bandes dessinées et un animateur italien qui a fait des dessins animés érotiques dans les années 1970 et 1980.

## Biographie
Gibba vit à Rome à partir de 1941. Pour la première fois, il entre en contact avec le cinéma d'animation en tant que dessinateur pour deux films de Luigi Giobbe. Il collabore avec Carlo Cossio et Federico Fellini, entre autres, ainsi que pour Nel paese dei ranocchi de Antonio Rubino. En 1946, il fonde avec Giannetto Beniscelli la société de production « Alfa Circus Film » avec laquelle il finance de nombreuses œuvres. Au début, il dessine souvent pour Antonio Attanasio ; il réalise environ 150 courts métrages, dont beaucoup sont des publicités tournées entre 1947 et 1952. L'ultimo sciuscià de 1946 est le seul film d'animation du néoréalisme. Dans le secteur du long métrage, il est parfois demandé pour des dessins de titre et des encarts. Il fait partie des rares artistes de son temps qui dessine aussi pour les adultes.
Pour la télévision, pour Linda e il brigadiere, Gibba a conçu des séquences animées.

## Filmographie partielle

### Comme réalisateur
- 1974 : Il racconto della giungla ou Robinson Crusoé
- 1975 : Zizi Panpan (crédité comme Gioacchino Libratti)

### Séquences animées
- 1976 : E tanta paura de Paolo Cavara
- 1985 : Scandaleuse Gilda (Scandalosa Gilda) de Gabriele Lavia